# Miquel Jeroni Morell
Miquel Jeroni Morell (València, 1531 – Balaguer, 23 d'agost de 1579) fou bisbe d'Urgell i copríncep d'Andorra.

## Biografia
Doctorat en ambdós drets a la Universitat de Lleida.
Va ser secretari del bisbe de Tortosa Martín de Córdoba y Mendoza, i durant l'últim període del Concili de Trento el nomenà vicari general del bisbat, per substituir-lo en la direcció de la diòcesi. Nomenat arxipreste de Morella, en 1566 torna a Tortosa com a canonge de la catedral, i entre 1569 i 1574 ocupa el càrrec de prior major en la catedral.
Estigué vinculat amb la Inquisició, almenys des de 1567, i entre 1570 i 1578 va ser inquisidor de Barcelona.
L'any 1572 fou nomenat canceller del Regne de València, per resoldre els contenciosos entre la jurisdicció reial i l'eclesiàstica.
El 21 de febrer de 1578 és consagrat bisbe d'Urgell per Joan Terès i Borrull, i mor el 23 d'agost de 1579 a Balaguer, mentre feia una visita pastoral pel bisbat.